# Hon-Basho

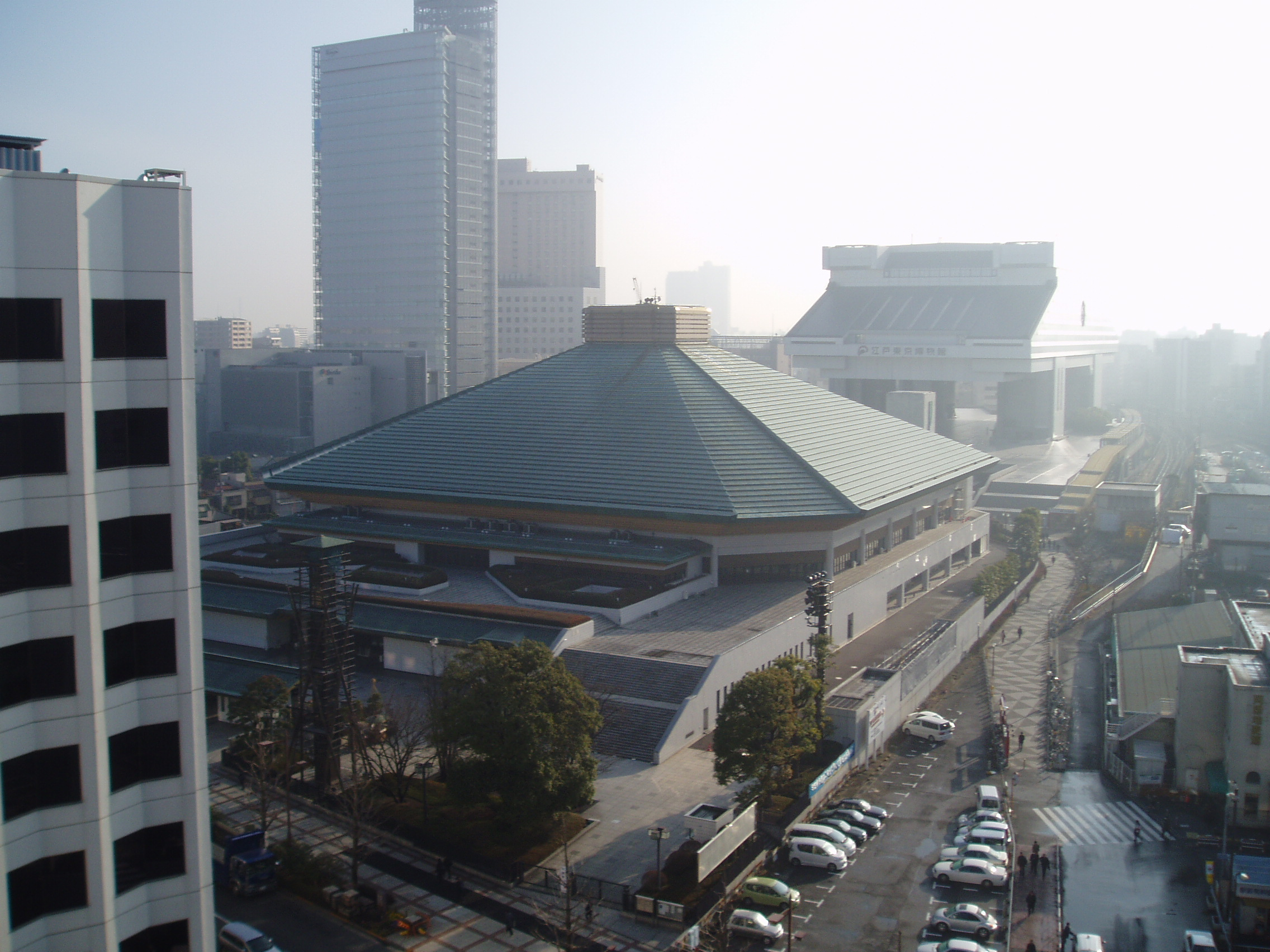
Die Tokioter Sumōhalle Ryōgoku Kokugikan im Viertel Ryōgoku

Hon-Basho (jap. 本場所), oft kurz Basho, sind die Turniere im japanischen Sumō, bei denen über den Auf- und Abstieg der Ringer in den verschiedenen Ligen („Divisionen“) entschieden wird. Der Name bedeutet sinngemäß „echtes Turnier“, um die Hon-Basho von den dazwischen stattfindenden Tourneen (Jungyo in Japan bzw. Kōen im Ausland) zu unterscheiden. Diese kleineren „Turniere“ nennt man auch Taikai (大会) oder Tōnamento (トーナメント, von engl. tournament); sie haben für die Rangordnung der Ringer keine Bedeutung.
Weil Sumō, genauer gesagt: das (professionelle) Ōzumō, in Japan trotz insgesamt gesunkenem Interesse noch immer ein beliebter Publikumssport ist, handelt es sich bei den Turnieren um vielbesuchte Großveranstaltungen.
Bis zum Jahr 1926 fanden nur zwei Turniere pro Jahr statt. Das änderte sich nach der Gründung des Dai-Nihon Sumō Kyōkai; ab 1927 wurde die Zahl der Turniere auf vier verdoppelt, von denen drei in Tokio ausgetragen wurden und eines in Ōsaka. Zwischen 1933 und 1952 fanden nur zwei oder drei Turniere statt (1946 nur eins). 1957 wurde das Novemberturnier in Fukuoka eingeführt, und bereits im nächsten Jahr folgte das Sommerturnier in Nagoya, so dass ab 1958 die bis heute beibehaltene Anzahl von sechs Turnieren im Jahreskreis erreicht war.
Die Reihenfolge der Turniere ist folgende:
| Bezeichnung  | jap. Schrift | deutsch          | Termin (erster Turniertag)*  | Stadt   | Austragungsort                           |
| ------------ | ------------ | ---------------- | ---------------------------- | ------- | ---------------------------------------- |
| Hatsu-Basho  | 初場所       | Erstturnier      | Zweiter Sonntag im Januar    | Tokio   | Ryōgoku Kokugikan                        |
| Haru-Basho   | 春場所       | Frühlingsturnier | Zweiter Sonntag im März      | Ōsaka   | Präfektursporthalle Ōsaka                |
| Natsu-Basho  | 夏場所       | Sommerturnier    | Zweiter Sonntag im Mai       | Tokio   | Ryōgoku Kokugikan                        |
| Nagoya-Basho | 名古屋場所   | Nagoya-Turnier   | Zweiter Sonntag im Juli      | Nagoya  | Präfektursporthalle Aichi                |
| Aki-Basho    | 秋場所       | Herbstturnier    | Zweiter Sonntag im September | Tokio   | Ryōgoku Kokugikan                        |
| Kyūshū-Basho | 九州場所     | Kyūshū-Turnier   | Zweiter Sonntag im November  | Fukuoka | Internationales Konferenzzentrum Fukuoka |

*dieser Termin wird nicht immer streng eingehalten, Abweichungen kommen vor.
Bis 1949 dauerten die Turniere zehn Tage, seither wurde 15 Tage lang gekämpft, so dass jedes Turnier an einem Sonntag endet. Die Rikishi in den Klassen unter der Jūryō-Division ringen nur an sieben Tagen.
Meist 13 Tage vor Beginn des Turniers erscheint die offizielle Rangliste, die sogenannte Banzuke (番付), auch hier gibt es z. B. aufgrund von Feiertagen Abweichungen vom Termin.

## Tagesablauf

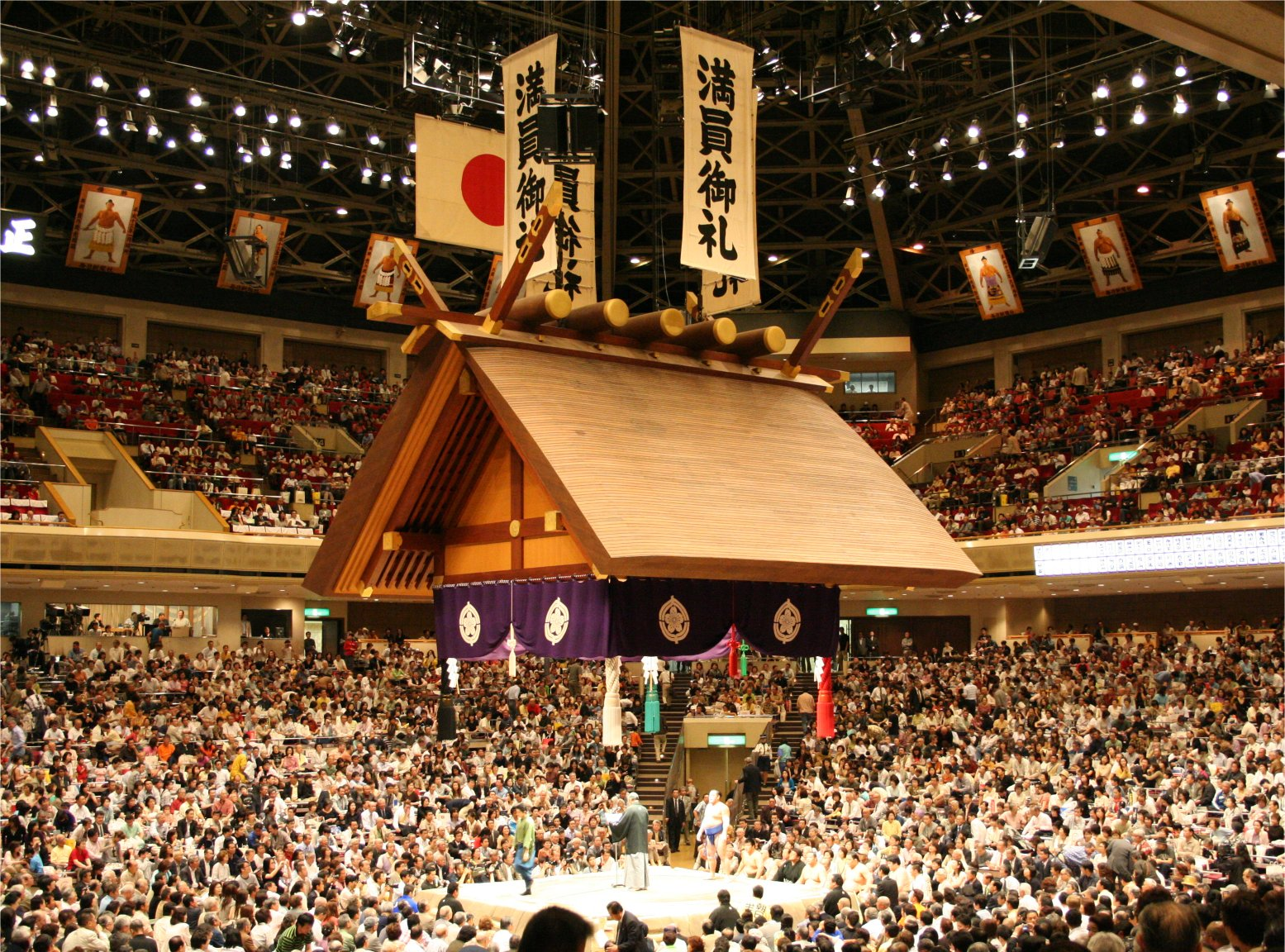
Blick in die Halle des Ryōgoku Kokugikan in Tokio

Die Reihenfolge der Kämpfe richtet sich nach der Hierarchie der Ringer. Die Rikishi (Sumōringer) der untersten Klasse, der Jonokuchi-Division, beginnen bereits am Morgen. Zwischen dem dritten und dem achten Tag finden zusätzlich die Kämpfe der sogenannten Mae-Sumō oder Sumōanfänger statt, die zum ersten Mal antreten und noch nicht in die unterste Division aufgenommen worden sind. Es folgt die Jonidan-Division und so fort. Zwischen den einzelnen Divisionen wechselt auch das Ringpersonal, d. h. die Gyōji, Shimpan und Yobidashi, die ebenfalls von höherrangigen Kollegen abgelöst werden. Auch zwischen den einzelnen Kämpfen der Makuuchi-Division wird noch gewechselt, um den Rang des Ringpersonals dem der Kämpfer anzupassen. Die letzten Kämpfe des Tages werden schließlich von den ranghöchsten Sumōringern ausgetragen, den Sanyaku und schließlich dem oder den Yokozuna. Sie stellen den Höhepunkt des Turniertages dar.
Die meisten Zuschauer finden sich auch erst zu den Kämpfen der oberen Divisionen ein, die gegen Nachmittag beginnen. Die Begegnungen der Juryo und Makuuchi werden vom japanischen Staatsfernsehen auch über Satellit übertragen, letztere sogar mit zweisprachigem Kommentar (Japanisch, Englisch).

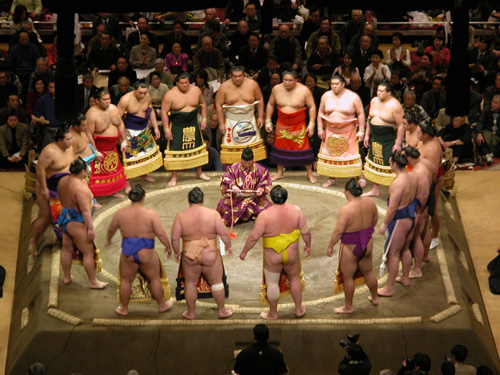
Dohyō-iri beim Aki-Basho 2005

Den Kämpfen der obersten Division geht der zeremonielle Einzug (Dohyō-iri) der mit Prachtschürzen (Kesho-mawashi) bekleideten Ringer voraus. Nur Inhaber des Yokozuna-Ranges nehmen nicht daran teil, sondern haben eine eigene Zeremonie (siehe Artikel Yokozuna).
Den Abschluss des Tages bildet der „Bogentanz“ oder Yumitori-shiki, bei dem ein einzelner Sumōringer mit einem Bogen auftritt. Hierzu werden normalerweise Angehörige der Makushita-Division bestimmt, die dem gleichen Ringerstall (Heya) wie der dominierende Yokozuna angehören.
Die Planung der Paarungen erfolgt von Tag zu Tag und orientiert sich an den bisherigen Leistungen der Teilnehmer, da möglichst ausgeglichene Begegnungen angestrebt werden. Sollte nach 15 Tagen noch kein Kämpfer die alleinige Führung errungen haben, kommt es am letzten Tag zum Ausscheidungskampf (Kettei-sen) zwischen den gleichauf liegenden Konkurrenten, bis ein Ringer den Turniersieg (Yūshō) erreicht hat. Den Sieg in einem Turnier mit 15 Siegen und demnach ohne Niederlage nennt man Zensho-Yūshō.

## Preise
Der sogenannte Kaiserpokal wird dem Gewinner als Trophäe überreicht, daneben gibt es drei weitere Auszeichnungen, die vergeben werden. Diese Sanshō sind:
- Ginō-shō, der Preis für herausragende Technik,
- Shukun-shō, der Preis für besondere Leistung, und
- Kantō-shō, der Preis für außergewöhnlichen Kampfgeist.

Diese Preise werden nur an Rikishi vergeben, die ein Kachi-koshi erreicht haben, d. h. wenn mehr Siege als Niederlagen errungen wurden. Ōzeki und Yokozuna sind von der Vergabe ausgeschlossen.